# Alberto I di Vermandois
Alberto o Adalberto di Vermandois detto il Pio (916 circa – 8 settembre 987) fu conte di Vermandois e signore di San Quintino, dal 943 alla sua morte.

## Origine
Come ci conferma il cronista Flodoardo nei suoi Flodoardi Annales Alberto o Adalberto era il figlio (maschio quartogenito) del conte di Vermandois, di Meaux, di Soissons e di Madrie e di Vexin, signore di Peronne, Senlis e San Quintino e futuro conte di Troyes, Erberto II(880 – 943) (discendente del re d'Italia, Bernardo, nipote di Carlo Magno) e di Adele (ca. 895- ca. 931), l'unica figlia del marchese di Neustria e futuro re di Francia, Roberto I, e di Adele del Maine, come è indicato nelle Europäische Stammtafeln, vol II, cap. 10 (non consultate). La Chronica Albrici Monachi Trium Fontium, citandoli nell'anno 920, conferma la parentela tra Erberto II e Roberto I.

## Biografia
Quando suo padre, Erberto II, fondatore della prima casa di Champagne, morì il 23 febbraio 943, la divisione dei titoli e dei domini tra i figli avvenne sotto la guida del loro zio, Ugo il Grande:
- la contea di Vermandois e la signoria di San Quintino, ad Alberto,
- la contea di Meaux, a Roberto, mentre la contea di Troyes era tornata in possesso del duca di Borgogna, Ugo il Nero. Roberto riuscì ad entrare in possesso della contea di Troyes solo dopo la morte del suocero, il duca di Borgogna, Gilberto, nel 956,
- la contea di Soissons, a Guido,
- ad Erberto, andarono la contea di Ormois (una regione che corrisponde all'incirca all'attuale Arrondissement di Château-Thierry) e le fortezze di Château-Thierry, oltre all'Abbazia di San Medardo) a Soissons.

Nella sua Histoire de la ville de Guise, l'abate Pécheur, ricorda il conte Alberto come un buon cristiano che, con la moglie Ersinda, si dedicò a riparare monasteri e abbazie (tra cui quella di Homblières) e a costruirne di nuovi (Mont-Saint-Quentin). L'abate Pécheur ricorda inoltre che Alberto costruì, nel 945, l'abbazia di Saint-Michel a Rochefort, mentre la moglie Ersinda, nel 947, vicino a Bucilly fondò un monastero benedettino. Secondo il Dictionnaire historique des communes de l'Aisne, invece il monastero fu fondato dalla seconda moglie di Alberto, Gerberga
Secondo Christian Settipani, sostenne suo fratello Ugo nel tentativo di conservare l'arcidiocesi di Reims, anche dopo che Ugo, nel 946, secondo gli Annales Remenses, era stato costretto a lasciare la diocesi di Reims e lottò contro il re dei Franchi occidentali, Luigi IV d'Oltremare.
Solo dopo che Ugo, nel 948, era stato dichiarato, da un sinodo illegittimo arcivescovo e scomunicato da papa Agapito II, Alberto rinunciò alla lotta e, nel 949, sempre secondo il Settipani giurò fedeltà al re Luigi IV e divenne uno dei suoi sostenitori.
Alla morte del re di Francia, Luigi V, nel 987, sempre secondo Settipani, cercò di opporsi all'elezione di Ugo Capeto, ma dovette sottomettersi. Infatti Ugo venne proclamato e incoronato re a Noyon, il 3 luglio 987.
Poco dopo questi avvenimenti, Alberto morì;Francia; secondo lo storico francese Christian Settipani specializzato nella genealogia dei personaggi dell’Antichità e dell'Alto Medioevo, Alberto morì nel 987.

## Matrimoni e discendenza
In prime nozze Alberto aveva sposato Ersinda, di cui si hanno testimonianze, ma non si conoscono gli ascendenti e dalla quale Alberto non ebbe figli.
Verso il 950 sposò Gerberga (935- dopo il 7 settembre 978), figlia di Gilberto di Lotaringia e di Gerberga di Sassonia, che, in seconde nozze, aveva sposato il re dei Franchi occidentali, Luigi IV d'Oltremare. Che Gerberga fu moglie di Alberto, risulta dall'elenco dei membri della casa di Vermandois che si trova nella cattedrale di Parigi (nell'ordine "Albertus comes, Girberga comitissa, Harbertus, Otto, Lewultus, etc...). Da Gerberga Alberto ebbe quattro figli:
- Erberto come risulta dall'elenco dei membri della casa di Vermandois che si trova nella cattedrale di Parigi (nell'ordine "Albertus comes, Girberga comitissa, Harbertus, Otto, Lewultus, ecc....) (ca. 953 – 1015), Conte di Vermandois,
- Ottone come risulta dall'elenco dei membri della casa di Vermandois che si trova nella cattedrale di Parigi (nell'ordine "Albertus comes, Girberga comitissa, Harbertus, Otto, Lewultus, ecc....)[10] (ca. 955-986/7), conte di Ivois e fondatore della contea di Chiny,
- Liudolfo come risulta dall'elenco dei membri della casa di Vermandois che si trova nella cattedrale di Parigi (nell'ordine "Albertus comes, Girberga comitissa, Harbertus, Otto, Lewultus, ecc....)[10] (957- prima del 9 novembre 986), vescovo di Noyon, dal 978 (consacrato nel 979[10])
- Eleonora, che, secondo l'abate Pécheur, aveva sposato Gualtiero di Saint-Aubert (Gauthier de Saint-Aubert aveva sposato una sorella del conte di Vermandois[15] e poche righe dopo la nomina: Eleonora[15]).

## Ascendenza
|                          |                  |                        | Genitori     |  |  | Nonni |  |  | Bisnonni               |  |  | Trisnonni         |  |
|                          |                  |                        |              |  |  |       |  |  | Pipino I di Vermandois |  |  | Bernardo d'Italia |  |
|                          |                  |                        |              |  |  |       |  |  | Pipino I di Vermandois |  |  | Bernardo d'Italia |  |
|                          |                  | Cunegonda              |              |  |  |       |  |  | Pipino I di Vermandois |  |  |                   |  |
| Erberto I di Vermandois  |                  |                        |              |  |  |       |  |  | Pipino I di Vermandois |  |  |                   |  |
|                          |                  | …                      | …            |  |  |       |  |  |                        |  |  |                   |  |
|                          |                  | …                      | …            |  |  |       |  |  |                        |  |  |                   |  |
|                          |                  | …                      | …            |  |  |       |  |  |                        |  |  |                   |  |
| Erberto II di Vermandois |                  | …                      |              |  |  |       |  |  |                        |  |  |                   |  |
|                          |                  | …                      | …            |  |  |       |  |  |                        |  |  |                   |  |
|                          |                  | …                      | …            |  |  |       |  |  |                        |  |  |                   |  |
|                          |                  | …                      | …            |  |  |       |  |  |                        |  |  |                   |  |
| Liutgarda di Morvois     |                  | …                      |              |  |  |       |  |  |                        |  |  |                   |  |
|                          |                  | …                      | …            |  |  |       |  |  |                        |  |  |                   |  |
|                          |                  | …                      | …            |  |  |       |  |  |                        |  |  |                   |  |
|                          |                  | …                      | …            |  |  |       |  |  |                        |  |  |                   |  |
| Alberto I di Vermandois  |                  | …                      |              |  |  |       |  |  |                        |  |  |                   |  |
|                          | Roberto il Forte | Roberto III di Hesbaye |              |  |  |       |  |  |                        |  |  |                   |  |
|                          | Roberto il Forte | Roberto III di Hesbaye |              |  |  |       |  |  |                        |  |  |                   |  |
|                          | Roberto il Forte | Wiltrude di Orléans    |              |  |  |       |  |  |                        |  |  |                   |  |
| Roberto I di Francia     | Roberto il Forte |                        |              |  |  |       |  |  |                        |  |  |                   |  |
|                          |                  | Adelaide d'Alsazia     | Ugo di Tours |  |  |       |  |  |                        |  |  |                   |  |
|                          |                  | Adelaide d'Alsazia     | Ugo di Tours |  |  |       |  |  |                        |  |  |                   |  |
|                          |                  | Adelaide d'Alsazia     | Ava/Bava     |  |  |       |  |  |                        |  |  |                   |  |
| Adele di Neustria        |                  | Adelaide d'Alsazia     |              |  |  |       |  |  |                        |  |  |                   |  |
|                          |                  | …                      | …            |  |  |       |  |  |                        |  |  |                   |  |
|                          |                  | …                      | …            |  |  |       |  |  |                        |  |  |                   |  |
|                          |                  | …                      | …            |  |  |       |  |  |                        |  |  |                   |  |
| Adele del Maine          |                  | …                      |              |  |  |       |  |  |                        |  |  |                   |  |
|                          |                  | …                      | …            |  |  |       |  |  |                        |  |  |                   |  |
|                          |                  | …                      | …            |  |  |       |  |  |                        |  |  |                   |  |
|                          |                  | …                      | …            |  |  |       |  |  |                        |  |  |                   |  |
|                          |                  | …                      |              |  |  |       |  |  |                        |  |  |                   |  |

### Fonti primarie
- (LA) Monumenta Germaniae Historica, Scriptores, tomus III. URL consultato il 1º marzo 2020 (archiviato dall'url originale il 26 giugno 2013)..
- (LA) Monumenta Germaniae Historica, Scriptores, tomus XXIII. URL consultato il 1º marzo 2020 (archiviato dall'url originale il 23 settembre 2015)..
- (LA) Monumenta Germaniae Historica, Scriptores, tomus XIII. URL consultato il 1º marzo 2020 (archiviato dall'url originale il 23 settembre 2015)..
- (LA) Obituaires de la province de Sens. Tome 1,Partie 2..

### Letteratura storiografica
- Louis Halphen, Francia: gli ultimi Carolingi e l'ascesa di Ugo Capeto (888-987), in «Storia del mondo medievale», vol. II, 1999, pp. 636–661
- Christian Settipani, La Préhistoire des Capétiens (Nouvelle histoire généalogique de l'auguste maison de France, vol. 1), éd. Patrick van Kerrebrouck, 1993
- (FR) L'abbé Pécheur, Histoire de la ville de Guise..
- (FR) Melleville, Dictionnaire historique des communes de l'Aisne..